# Freek Kamerling
Freek Kamerling (Utrecht, 16 juni 1940 – Goedereede, 11 juni 2019), volledige naam Anton Frederik August Kamerling, was een ondernemer en advocaat. Hij was vooral bekend als de oprichter van de winkelketen Dille & Kamille.

## Biografie
Geboren in een gezin waar zijn vader internist was en zijn moeder pianist, ontwikkelde Kamerling op jonge leeftijd een passie voor muziek. Hij speelde cello vanaf zijn vijfde en beheerste later ook andere muziekinstrumenten. Hoewel hij een beurs voor een muziekopleiding in Italië kreeg aangeboden, koos hij voor geneeskunde, die hij na een jaar verruilde voor rechten. Naast zijn rechtenstudie behaalde hij ook zijn kandidaats economie.

## Carrière

### Makro
Zijn professionele loopbaan begon bij het familieconcern SHV in 1967, waar hij betrokken was bij de oprichting van de Makro, een zelfbedieningsgroothandel. Na drie jaar als directeur van de Makro in Delft koos hij ervoor om zelfstandig te gaan ondernemen.

### Oprichting Dille & Kamille

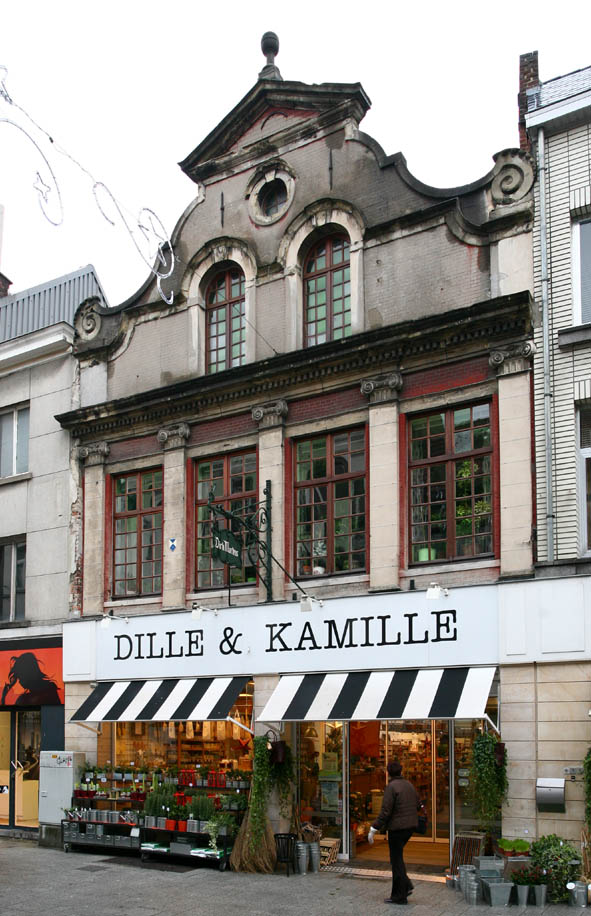
Een winkel van Dille & Kamille in Aalst

In 1974 opende Kamerling de eerste Dille & Kamille-winkel in een werfkelder aan de Oudegracht in Utrecht. De winkel was anders dan de grote warenhuizen die destijds populair waren: Kamerling wilde een warme en eenvoudige sfeer creëren met de nadruk op natuurlijke materialen zoals hout, ijzer en aardewerk en zo min mogelijk plastic. Zijn filosofie van "natuurlijke eenvoud" was een reactie op de opkomende wegwerpmaatschappij en geïnspireerd door Plato's ideeën over "het goede, het ware en het schone". Kamerling streefde naar kwaliteit en tijdloos ontwerp en vermeed traditionele marketing, in de overtuiging dat consumenten zelf hun keuzes zouden maken. Dit concept bleek succesvol, waardoor Dille & Kamille in zes jaar groeide met nieuwe winkels in Leiden, Rotterdam, Nijmegen, Arnhem, Den Haag, Amersfoort, Deventer en Antwerpen.

### Financiële tegenslag
In 1980 kreeg Freek Kamerling te maken met financiële problemen als gevolg van lage winstmarges en hoge personeelskosten. Banken trokken de kredietlijn in, waardoor hij genoodzaakt was het aantal vestigingen van Dille & Kamille terug te brengen tot drie. Hij verkocht de Nederlandse tak van het bedrijf voor een symbolisch bedrag van één gulden aan een van zijn leveranciers, waarbij hij zelf nog één aandeel behield en mededirecteur bleef tot 1983. De winkel in Antwerpen bleef echter zijn eigendom.
Na deze periode startte Kamerling samen met zijn vrouw een administratiekantoor en werd hij advocaat in het ondernemingsrecht. In 1987 verkocht hij het administratiekantoor en werd, na een fusie met twee andere kantoren, voorzitter van advocatenkantoor AKD.

### Terugkeer naar Dille & Kamille
In 1993 verliet Kamerling AKD om de Belgische tak van Dille & Kamille verder uit te bouwen. Hij richtte zich op de winkel in Antwerpen en opende een nieuwe vestiging in Gent. Uiteindelijk groeide het aantal vestigingen in België naar zes.
De Nederlandse tak van Dille & Kamille kwam in 2003 via een erfenis in handen van CliniClowns. De leverancier die het bedrijf in de jaren tachtig had overgenomen, had na zijn overlijden de winkels nagelaten aan deze organisatie. Hans Geels, destijds directeur van CliniClowns, ontdekte dat de stichting plotseling een winkelketen in bezit had, iets wat niet aansloot bij haar missie. Er ontstond een conflict over de prijs van de Nederlandse tak. Geels liet de waarde van de tak onderzoeken, maar Kamerling weigerde het door Geels vastgestelde bedrag te betalen. Pogingen van Geels om Dille & Kamille aan een andere partij te verkopen voor een hoger bedrag werden geblokkeerd door Kamerling, die als oprichter een vetorecht had. Ondanks de juridische obstakels kwamen ze uiteindelijk tot een oplossing, waarbij Kamerling in 2004 het Nederlandse deel van Dille & Kamille terugkocht voor het bedrag dat hij van meet af aan wilde betalen, met de intentie het bedrijf opnieuw te vestigen als een belangrijk onderdeel van de detailhandel. Onder zijn leiding groeide Dille & Kamille verder.

### Opvolging en nalatenschap
In 2011 begon Kamerling, inmiddels zeventig jaar oud en na het verlies van zijn zoon Antonie, na te denken over zijn opvolging. Hij zocht iemand met dezelfde idealen en koos voor Hans Geels, die ervaring had met goede doelen en kennis van het commercieel positioneren van ideële organisaties. In 2013 droeg Kamerling de leiding over aan Geels.
Tot aan zijn overlijden in 2019 bleef Kamerling betrokken bij Dille & Kamille. Hij hechtte er grote waarde aan dat het bedrijf een familiebedrijf zou blijven en organisch zou groeien. Zijn visie wordt voortgezet door zijn dochter Anique, die tot heden als lid van de raad van commissarissen bij het bedrijf betrokken is.

## Persoonlijk
Freek Kamerling was getrouwd met Ammie Kamerling-van Nispen en ze kregen samen vier kinderen; Antonie, Anique, Kristiaan en Liesbeth.
Zijn zoon Antonie maakte op 6 oktober 2010 een einde aan zijn leven.
Ondanks dat Freek Kamerling geen professionele muzikant werd, bleef muziek een belangrijk onderdeel van zijn leven. Bijna vijftig jaar lang maakte hij muziek met pianist Jan van Lier. Kamerling was ook een belangrijk raadgever voor het bestuur van de Zeister Muziekdagen, een festival voor klassieke muziek. Zijn bedrijf, Dille & Kamille, steunde het festival ook financieel.
Freek Kamerling overleed op 11 juni 2019 op 78-jarige leeftijd aan de gevolgen van kanker.